# Tatort: Absturz
Absturz ist eine Folge der deutschen Fernsehkrimireihe Tatort aus dem Jahr 2010. Der Film des Mitteldeutschen Rundfunks ist der siebte Fall des Leipziger Ermittlerteams Simone Thomalla und Martin Wuttke als Saalfeld und Keppler. Er wurde am Sonntag, 14. März 2010, erstmals im Ersten ausgestrahlt.

## Handlung
Noch während Eva Saalfeld mit ihrem Neffen Lukas auf dem Weg zu einer kleinen Flugschau ist, rast dort ein kleines Motorflugzeug beim Start in den Vergnügungsbereich und zerreißt die Hüpfburg. Unter anderen wird Lukas’ Klassenkamerad Emil dabei schwer verletzt. Da Saalfeld Emil Peintner gut kannte, ist sie emotional sehr betroffen und ruft Keppler und Menzel an, damit sie untersuchen, wie es zu dem Unfall kommen konnte. Trotz aller Bemühungen stirbt der Junge. Saalfeld und Keppler haben damit offiziell wegen fahrlässiger Tötung zu ermitteln und sie finden heraus, dass die Radaufhängung des Flugzeugs gebrochen ist und der Pilot damit nicht mehr lenken konnte. Keppler befragt einen Monteur, was er meint, wie es zu dem Unfall kommen konnte. Dieser zweifelt an den Fähigkeiten des Piloten, da dieses Flugzeugmodell relativ schwer zu steuern ist. Der Veranstalter Roland Conze hatte zudem den Piloten Thomas Arendt nur ersatzweise eingesetzt, da er noch einen weiteren Auftrag zu erledigen hatte. Auch das Funkgerät war so leise eingestellt, dass der Pilot Anweisungen der Luftaufsicht gar nicht hören konnte, als von dort der Abbruch des Starts gefordert wurde. Zu allem Überfluss hatte Conze auch keine gültige Genehmigung für die Flugschauveranstaltung.
Eva fährt zu Emils Vater ins Krankenhaus und begleitet Christian Peintner auch nach Hause. Er macht sich Vorwürfe, da er sich zuvor mit seinem Sohn gestritten hat. Hätte er ihn, wie Emil es wollte, bei Lukas übernachten lassen, wäre das alles möglicherweise so nicht passiert. Er versucht krampfhaft, seine Trauer zu verarbeiten.
Keppler lässt sich von Arendt die Pilotenlizenz zeigen und fragt ihn, warum er ein Flugzeug steuerte, für das er nicht die ausreichende Erfahrung hatte. Arendt beteuert jedoch, keinen Fehler gemacht zu haben, denn eine gebrochene Radaufhängung ist nicht so ohne weiteres zu erkennen. Außerdem ist für so einen Ermüdungsbruch der Flugveranstalter zuständig. Währenddessen sieht sich Saalfeld alle Aufnahmen an, die die Besucher von dem Unfall gemacht haben. Auf dem Tower ist nur eine Person zu sehen und nicht zwei, wie eigentlich vorgeschrieben. Die Ermittler suchen Conze zuhause auf, aber er ist spurlos verschwunden. Seine Frau Katharina Conze wusste nur, dass ihr Mann noch spät abends einen Anruf erhalten hat und zum Flugplatz gefahren ist. Doch Keppler trifft ihn auch dort nicht an, entdeckt jedoch im Bordbuch des Unfallflugzeugs, dass ein Bolzen schon längst hätte gewechselt werden müssen.
Auf der Suche nach Conze lassen die Ermittler sein Handy orten und finden es auf einer Baustelle in der Innenstadt, daneben aber auch seine Leiche. Beinahe wäre er hier einbetoniert worden und niemand hätte ihn je gefunden. Der Verdacht fällt massiv auf Emils Vater, der mit dem Tod seines Sohnes ein Motiv hätte. Dieser streitet aber ab, Rachegelüste zu haben. Aber Eva Saalfeld findet heraus, dass er Architekt ist und mit dem Bau des City-Tunnels in der Stadt zu tun hat, gerade auf der Baustelle, auf der Conzes Leiche gefunden wurde. So muss gegen Emils Vater ermittelt werden.
Bei der Überprüfung von Conzes Handytelefonaten stellen die Ermittler fest, dass Katharina Conze selber ihren Mann mehrfach in der Nacht angerufen hat. Darauf angesprochen gesteht sie, dass Roland ihren Bruder Frank Lienhard, der bei der Luftfahrtbehörde arbeitet, erpresst hatte, um an eine nachträgliche Fluggenehmigung zu kommen. Roland wusste, dass sein Schwager korrupt war und damit erpresste er ihn auch. Sie wusste auch, dass ihr Mann spät abends noch einmal zur Baustelle des City-Tunnels gefahren ist, um Bauleiter Schreiber zu treffen, es gab gerade eine Feier. Dieser gesteht nun, dass alle sehr betrunken waren und im Streit hat Frank seinen Schwager erschlagen. Er selber hat dann geholfen, die Leiche in die Baugrube zu werfen. Saalfeld und Keppler nehmen Lienhard in der Wohnung seiner Schwester fest.

## Hintergrund
Der Tatort wurde für Das Erste im Auftrag des MDR von Saxonia Media produziert. Drehorte waren Leipzig, dort unter anderem die damalige Baustelle des City-Tunnel Leipzig, und der Flugplatz Altenburg.
Der Flugunfall im Film ähnelt einem Flugunfall, der sich 2008 auf dem Flugplatz Eisenach-Kindel ereignet hatte. Dort kam am 26. April 2008 eine Let Z-37A Čmelák während des Startlaufs seitlich von der Startbahn ab und raste mit laufendem Motor in den Zuschauerbereich, wo sie in einem Verkaufsstand zum Stehen kam. Zwei Menschen starben, 18 wurden verletzt.
Die ersten gut fünf Minuten des Films bis zum Moment des Flugunfalls sind mit dem Song Love like a Sunset vom Album Wolfgang Amadeus Phoenix der Band Phoenix unterlegt.

## Rezeption

### Einschaltquoten
Die Erstausstrahlung am 14. März 2010 wurde in Deutschland insgesamt von 8,12 Millionen Zuschauern gesehen und erreichte damit einen Marktanteil von 21,40 Prozent.

### Kritik
Die Berliner Morgenpost attestiert dem Film „emotionale Wucht“.
Kritisiert wurde fehlender Realismus bei dem einem realen Flugunfall nachempfundenen Geschehen im Film. So schreibt Stefan Winterbauer auf meedia.de von „Pseudo-Realismus“: Der „hanebüchen inszenierte Unfall“ am Anfang des Films habe zwar „ein reales Vorbild“. Jedoch gebe es „in der Tatort-Welt“ „keine Rettungskräfte auf einem Flugplatz bei einer Stunt-Flugshow und keine Feuerwehr. In der Tatort-Welt werden die Hüpfburgen für Kinder direkt vor der Startbahn aufgepumpt, damit das überladene Flugzeug hineinrasen kann“. „Wenn man sich schon echte Unglücksfälle als Vorbild nimmt, sollte man auch später noch ein wenig Sorgfalt bei der realistischen Ausgestaltung der Handlung walten lassen.“ Die Regie umschiffe zudem „konsequent jede Möglichkeit der Dramaturgie und Spannungserzeugung.“

„Ein Flugzeug, das nicht abhebt, ein Vater ohne Sohn und ein Mann, der zu tief fällt: Der „Tatort“ trägt an diesem Sonntag Trauer. Der Zuschauer auch.“